# Histoire de la danse
 (novembre 2024).
Si vous disposez d'ouvrages ou d'articles de référence ou si vous connaissez des sites web de qualité traitant du thème abordé ici, merci de compléter l'article en donnant les références utiles à sa vérifiabilité et en les liant à la section « Notes et références ».

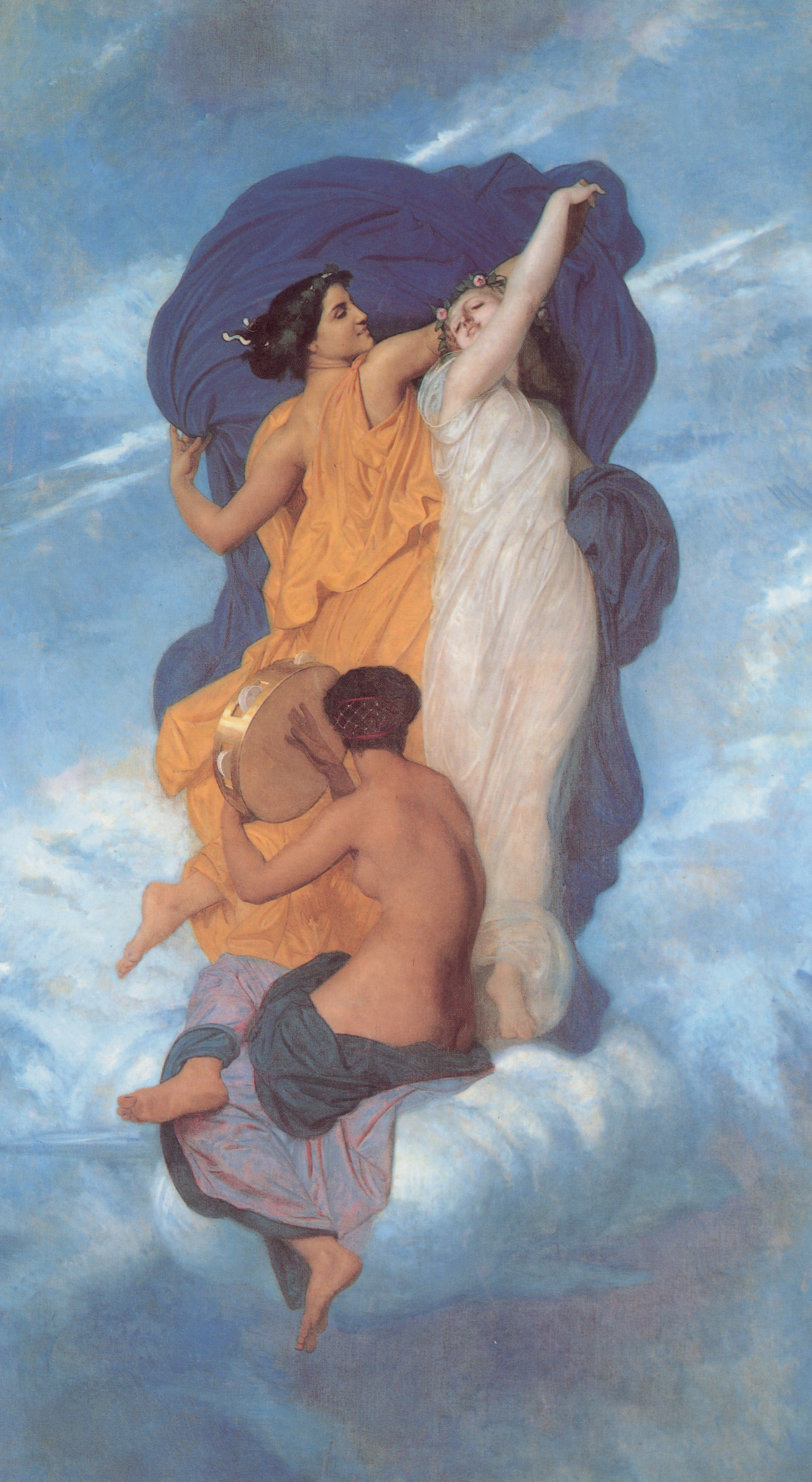
Allégorie : La danse par William-Adolphe Bouguereau (1856), Musée d'Orsay

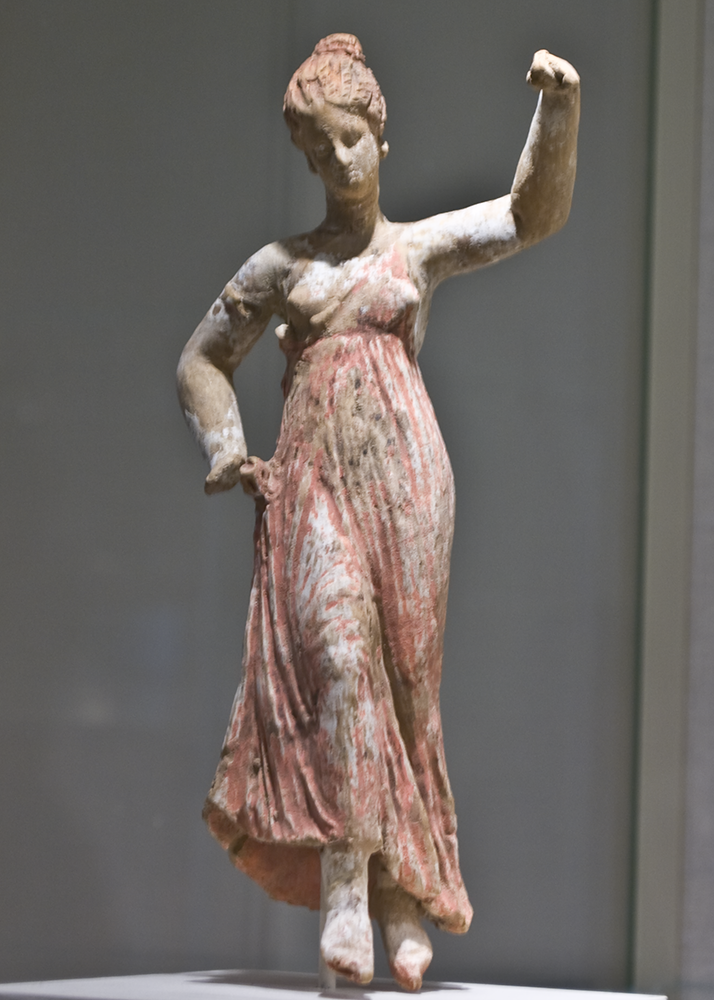
Statuette grecque en terre cuite d'une ménade dansant, IIIe siècle av. J.-C. Fabriquée à Taranto et conservée au Metropolitan Museum of Art, New York.

L’histoire de la danse est une composante des sciences humaines qui a pour but de décrire les évolutions historiques de la danse, ainsi que les interactions historiques entre la danse et les autres arts.

## Historiographie
Le XVIIIe siècle est le siècle de toutes les innovations, de toutes les recherches, et c'est au début de cette période qu'il faut trouver les premières tentatives de raconter une évolution de la danse depuis l'Antiquité. Le premier auteur à avoir écrit sur le sujet est le Français Jacques Bonnet, dans son Histoire générale de la danse sacrée et profane (Paris 1723), qu'il publia huit ans après son Histoire de la musique (Paris 1715).
Partant de la danse dans l'Antiquité grecque et romaine, Bonnet parcourt l'histoire de cet art, tant sous l'angle sacré que profane, et aborde les grandes questions qui agitent l'opéra-ballet au début du XVIIIe siècle. Il évoque aussi les bals de la cour et de la ville, ainsi que les spectacles forains, danseurs de corde et « sauteurs ». L'ouvrage fera longtemps autorité et sera abondamment recopié jusqu'au XXe siècle.
30 ans plus tard, Louis de Cahusac développe la pensée de Bonnet et jette les bases des théories que Jean-Georges Noverre publiera en 1760 sur le renouveau du ballet et sur le ballet d'action.
Le XIXe siècle n'apporte aucune idée nouvelle et se contente de reproduire le discours antérieur, agrémenté de quelques mises à jour formelles. Il faut attendre l'ouvrage fondamental de Curt Sachs (Eine Weltgeschichte des Tanzes, 1933) pour que se forme une vision universelle de la danse, dégagée de l'eurocentrisme qui avait prévalu jusqu'alors.
La danse est le premier-né des arts. La musique et la poésie s'écoulent dans le temps ; les arts plastiques et l'architecture modèlent l'espace. Mais la danse vit à la fois dans l'espace et le temps. Avant de confier ses émotions à la pierre, au verbe, au son, l'homme se sert de son propre corps pour organiser l'espace et pour rythmer le temps. La danse existe partout dans le monde et depuis toujours.

## Histoire en Occident

### L'Antiquité

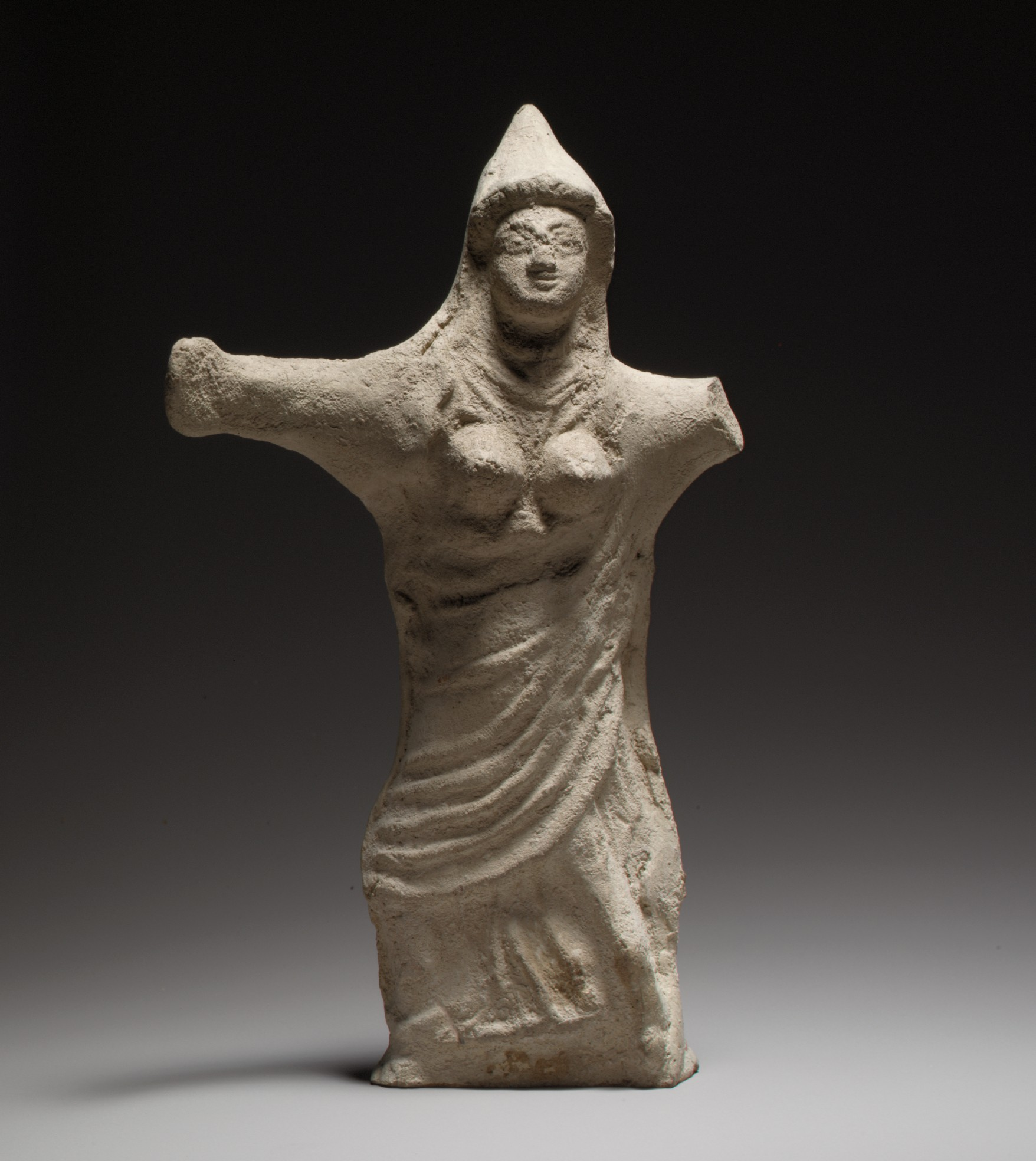
Membre d'une danse en chaine, terre cuite, Chypre, au

La danse dans l'Égypte antique avait une place importante. Les plus anciennes représentations connues se trouvent sur des sculptures rupestres de l'époque prédynastique, un voile de lin, une peinture murale, un modèle en argile et de la poterie en Haute-Égypte.
La Pyrrhique aussi appelée danse en armes, était l'une des danses grecques. Les danseurs y faisaient le simulacre d'un combat entre hoplites, parfois pratiquée lors des Gymnopédies. La Chorea, décrite par Homère dans son Iliade servira ensuite comme mot pour désigner toute forme de danse, comme terme générique, durant le Moyen Âge. Le terme est à l'origine de l'étymologie du mot chorégraphie.
La danse dans la Rome antique est méconnue parce que l'iconographie est assez rare et qu'elle a souffert d'ostracisme de la part de certains chrétiens.
La danse gauloise n'est connue par aucun texte, mais par de nombreuses représentations sculptées. Parmi celles-ci, un ensemble de huit statuettes de bronze trouvées dans le trésor de Neuvy-en-Sullias est particulièrement évocateur. On peut observer, tant en Gaule qu'en Germanie, l'incorporation de certains usages romains, en particulier rituel, aux traditions celtes.
La danse était également une pratique de spectacle de rue, avec par exemple les danseurs de corde, présents lors de l'’établissement des foires urbaines, ils exécutaient des pas de danse sur une corde raide, tendue à plusieurs mètres du sol. Cette tradition se perpétuera au Moyen Âge.

### LeMoyen Âge

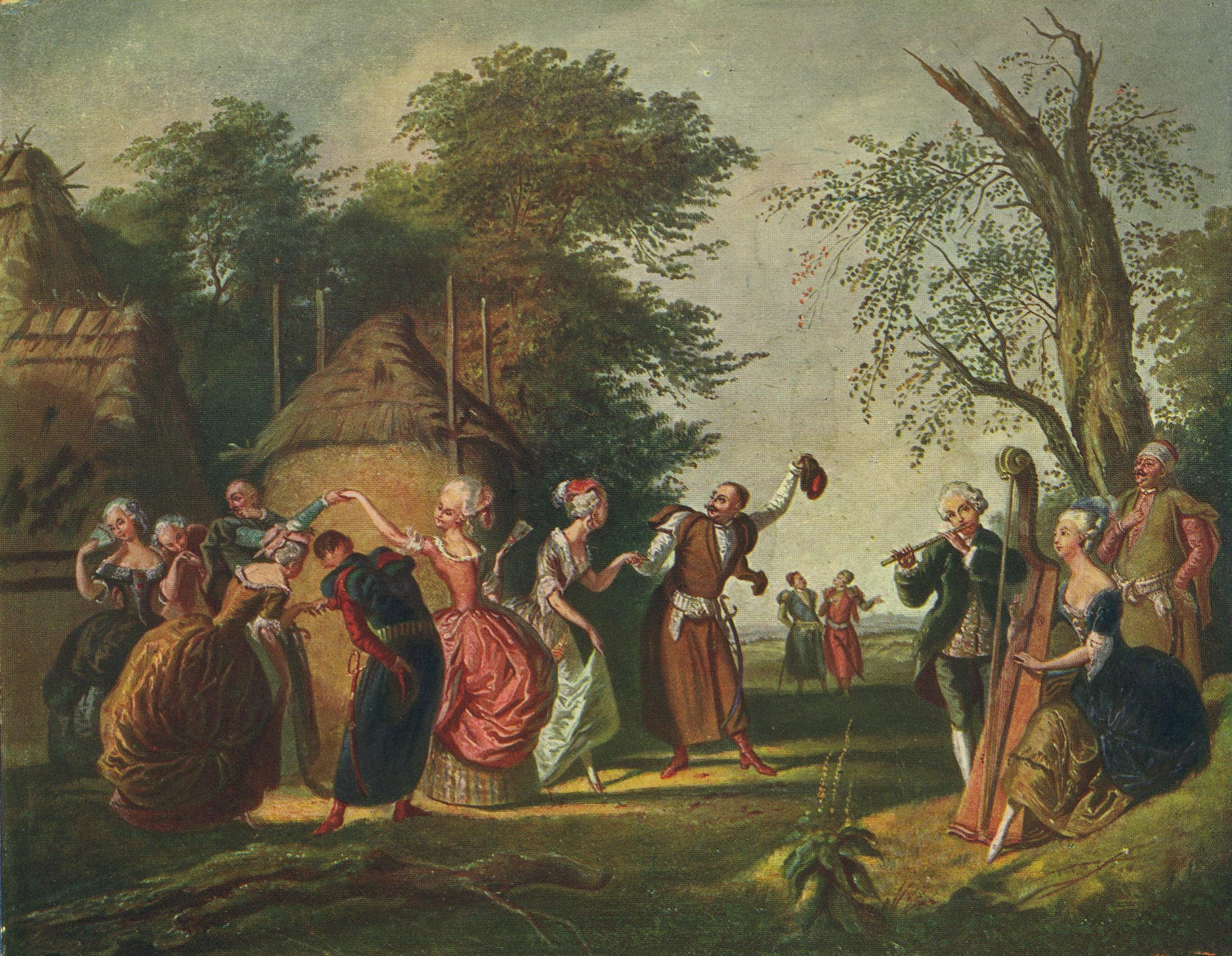
Polonaise dansée en plein air, tableau de Korneli Szlegel (XIXe siècle).

Plusieurs danseurs de cordes perpétuent la tradition au Moyen Âge on peut citer, Mademoiselle Malaga et Madame Saqui. Ces prestations avaient du succès, autant que les ballets et ne disparurent qu'avec la mise en place des cirques.

### LaRenaissance
C'est la période de naissance du ballet. Le ballet est un genre dramatique dont l'action est figurée par des pantomimes et des danses. Ses origines remontent à la Renaissance italienne (XVe siècle).

### LeXVIIesiècle
C'est le siècle du ballet de cour par excellence, puis de l'opéra-ballet et de la comédie-ballet initiés par Lully et Molière.

### LeXVIIIesiècle
C'est le siècle de la danse baroque, appelée à l'époque la « Belle danse ». Le premier théoricien de la danse, Jean-Georges Noverre, préconise une danse exprimant les sentiments de l'âme, dépouillée de tout artifice, et reforme le ballet en édictant les règles du ballet d'action.

### LeXIXesiècle

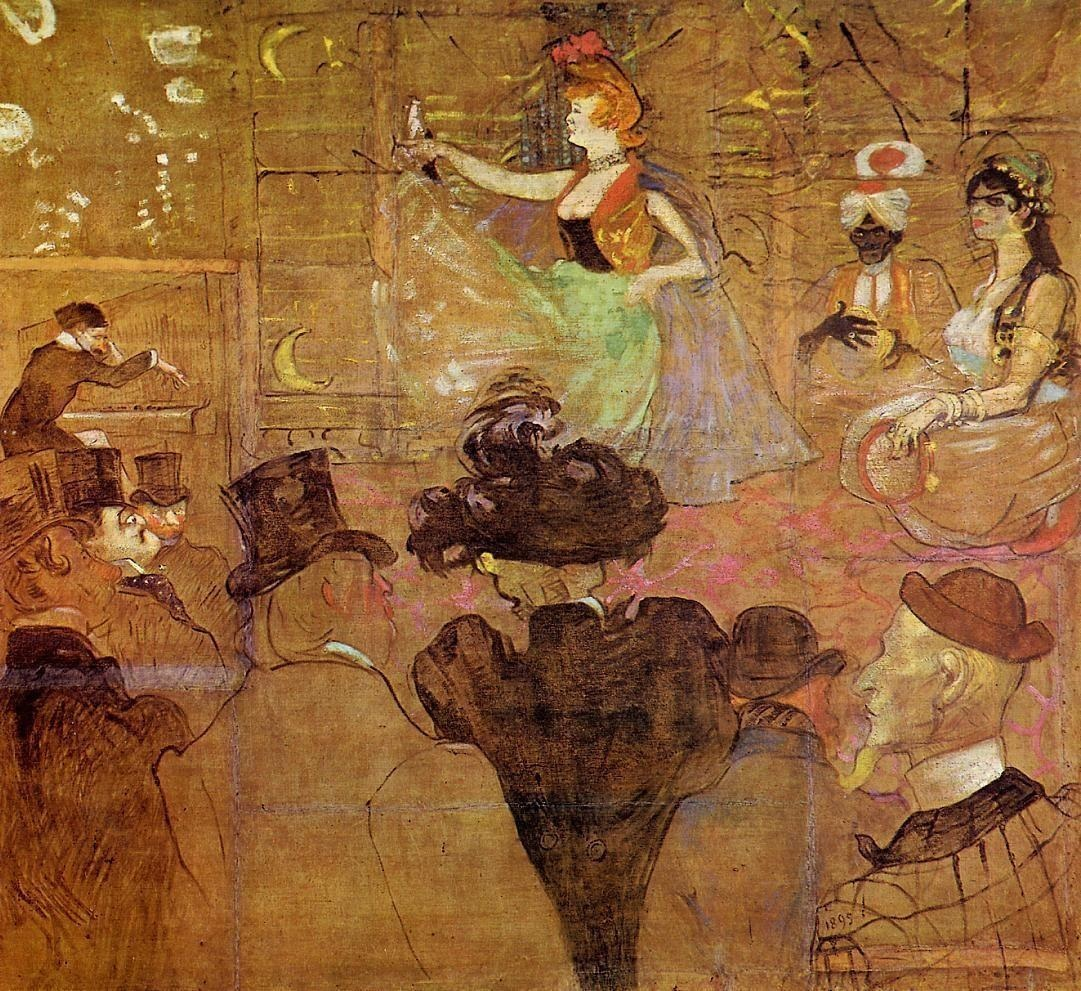
Le cancan dans les cabarets : La Danse mauresque tableau de Henri de Toulouse-Lautrec (1895) musée d'Orsay

- Avec La Sylphide apparaît le ballet romantique et la prééminence de la danse légère, éthérée, aérienne.
- La danse classique se codifie, notamment par les soins de Carlo Blasis et Enrico Cecchetti.
- Déclin du ballet en France, développement des grands ballets classiques en Russie, en Scandinavie et en Italie.
- À la fin du XIXe siècle, dans le Río de la Plata, naît le tango.
- Le cancan dans les cabarets avec quelques danseuses célèbres telle La Goulue.

### LeXXesiècle

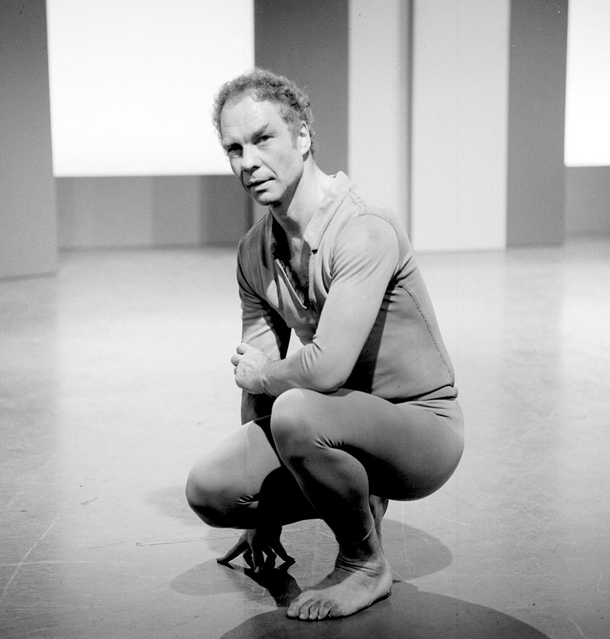
Merce Cunningham, danseur et chorégraphe américain à l'intersection de la danse moderne et de la danse contemporaine.

- La danse classique se renouvelle avec les Ballets russes de Serge de Diaghilev et ensuite, avec la naissance du style néo-classique (Serge Lifar en France et George Balanchine aux États-Unis).
- En Allemagne et aux États-Unis apparaît la danse moderne (modern dance).

- La comédie musicale est apparue au tout début du XXe siècle, en associant la danse et le théâtre. Le genre s'est particulièrement développée aux États-Unis, se dissociant à partir des années 1910 du genre classique par l'intégration de musiques « nouvelles » comme le jazz. Le terme évoque notamment Broadway.

- Dans les années 1920, aux États-Unis, naît le lindy hop, ancêtre du rock. De manière générale, le XXe siècle sera marqué par un fort développement des danses en couple (social, compétition ou spectacle).
- Après la Seconde Guerre mondiale naît la danse dite contemporaine, héritière de Merce Cunningham, qui prend plus largement son essor à la fin des années 1970 pour se développer jusqu'à aujourd'hui. Des liens s'établissent avec tous les arts. La danse s'éloigne de la virtuosité pour rejoindre le rang d'art polémique en plaçant le corps comme principal médium d'expression. C'est le temps de la performance. La recherche instaurée par le jeune Vaslav Nijinski, ou par Isadora Duncan, semble continuer de dévoiler d'autres modes d'expression via le corps. Le XXe siècle change la danse avec la danse contemporaine, qui met en avant un désir de se renouveler sans cesse. La danse rejoint définitivement, et sur leurs propres avant-gardes, la littérature, la peinture, la sculpture et parfois même la politique et la philosophie. De nombreuses expérimentations sont aujourd'hui menées pour appréhender le champ des possibles d'un corps.
- Dans les années 1970, aux États-Unis, naît le contact improvisation.

Depuis 1982, le 29 avril est la journée internationale de la danse, en hommage à l'anniversaire de naissance de Jean-Georges Noverre (1727-1810), considéré comme le créateur du ballet moderne.

### Danses régionales
Dans plusieurs régions la pratique de danses est un vecteur d'identité locale, considéré comme un patrimoine à part entière, perpétuant ou reconstituant des traditions plus anciennes : les danses basques, les danses bretonnes, danses béarnaises, les danses du Berry, ainsi qu'en Guyane, Nouvelle Calédonie, et à Wallis et Futuna.

### Critiques anti-danses
La danse a été critiquée depuis aussi longtemps que la danse existe[pas clair]. Les contestations de l'Église chrétienne datent d'au moins du IVe siècle de notre ère.

## Histoire en Asie
La qualification de danse classique indienne a connu un regain dans les années qui ont suivi l'indépendance du pays, dans le but de relier les éléments contemporains de culture indienne avec une tradition millénaire et spirituelle, dès le milieu du XXe siècle,,,,. La danse en Inde est variée. La danse odissi est pratiquée dans l’Odisha depuis 2000 ans. Des danseurs sont représentés sur des temples à Bhûbaneśvarî, à Purî et à Konârak du VIIe au XIVe siècle.
Il existe des représentations de la danse en Chine datant d'il y a plus de 4000 ans et beaucoup sont décrites dans des textes anciens. L'Histoire de la danse chinoise est donc liée à l'histoire des dynasties de la Chine, notamment pendant la dynastie Tang (618-907). 
En Chine, la danse de rue de personnes âgées pose des questions d'harmonie, en raison du fort volume utilisé par un public âgé malentendant et des nuisances sonores causées au voisinage.
Certaines danses rituelles sont également pratiquées telles que la danse Cham au Tibet ou bien le Dainichidō bugaku au Japon. En Corée, la danse cheoyongmu a une étymologie en rapport avec une légende coréenne : Cheoyong, fils du roi-dragon Yongwang, protégea son épouse de la variole. Pour ce faire, il chassa l'esprit de la maladie par une danse et de la musique.

## Ouvrages historiques de synthèses sur l'histoire de la danse
Il existe des recueils de danse sous forme de livre édité ou manuscrit comportant une collection de danses pratiquées à une époque donnée. On y trouve généralement la partition musicale et, dans le meilleur des cas, la description des danses.
La Danse ancienne et moderne ou Traité historique de la danse est un livre de Louis de Cahusac paru en 3 volumes en 1754 à La Haye, chez Jean Neaulme.
Les Lettres sur la danse est un ouvrage rédigé par Jean-Georges Noverre et paru pour la première fois simultanément à Lyon et à Stuttgart en 1760. Considéré comme ouvrage fondamental, Noverre y développe sa conception du ballet d'action et y passe en revue les qualités et les défauts des principaux danseurs, chorégraphes et maîtres de ballet de son temps.
Louis de Cahusac participe à la rédaction d'articles pour l'Encyclopédie, sur le ballet, le chant, la comédie-ballet, la contredanse.